# Emilia Mikue Ondo
Emilia Mikue Ondo (sinh ngày 20 tháng 12 năm 1984) là một vận động viên chạy cự ly trung bình người Guinea Xích Đạo. Cô đặt thời gian cá nhân tốt nhất là 2: 15,72 cho 800 mét tại Giải vô địch thế giới IAAF năm 2007 tại Osaka, Nhật Bản. Cô cũng là người cầm cờ hai lần cho Guinea Xích Đạo (2004 và 2008) tại lễ khai mạc Olympic.
Ở tuổi 19, Mikue Ondo đã ra mắt chính thức cho Thế vận hội Mùa hè 2004 ở Athens, nơi cô thi đấu ở nội dung 800 mét nữ. Cô đã hoàn thành thứ bảy trong sức nóng thứ tư của sự kiện bằng mười sáu giây sau Faith Macharia của Kenya, với thời gian chậm nhất có thể là 2: 22,88.
Tại Thế vận hội Mùa hè 2008 ở Bắc Kinh, Mikue Ondo đã thi đấu lần thứ hai ở nội dung 800 mét nữ. Cô chạy trong sức nóng thứ tư, chống lại sáu vận động viên khác, bao gồm cựu vô địch Olympic Maria Mutola của Mozambique. Cô đã hoàn thành cuộc đua ở vị trí thứ sáu sau hai mươi giây sau Neisha Bernard-Thomas của Grenada, với thời gian 2: 20,69. Mikue Ondo, tuy nhiên, đã không thể tiến vào bán kết, khi cô xếp hạng ba mươi chín, và được xếp hạng xa hơn dưới ba vị trí bắt buộc cho vòng tiếp theo. Cuối cùng, cô đã được nâng cấp lên một vị trí tổng thể cao hơn, khi Vanja Perišić của Croatia đã bị loại vì thất bại trong bài kiểm tra doping.